# Fatemah Motamedarya
Fatemeh Motamed-Arya (en persa: فاطمه معتمد آریا‎, n. Teherán, 29 de octubre de 1961) es una laureada actriz iraní de cine, teatro y televisión. Realizó su debut profesional en la película de 1976 titulada Hassan Dadshokr's “Bookworm”, trabajando desde entonces en más de cincuenta películas con reconocimiento nacional e internacional.

## Filmografía
- Reyhaneh (1989)
- Nassereddin Shah, Actor-e Cinema
- Mosaferan (1992 - aka Travelers)
- Honarpisheh (1993 - aka The Actor)
- Hamsar (1994 - aka Spouse)
- Rusari Abi (1995 - aka Blue Veiled)
- azizam man kook nistam aka I'm not winded (2002)
- Abadan (2003)
- Gilaneh (2004)
- Taghato' (2005 - aka Crossroads)
- Men at Work (2005)
- Shirin (2007)
- Niloofar (2007)
- Mi zak (2008)
- Zire Tigh (2006 - TV Series)
- Ashpazbashi (2009 - TV Series)
- Khabe Leila (2010)
- Here Without Me (2011)
- Saad Saal Be In Salha (2011)
- Tales (Relatos iraníes) (2014)
- Nabat (2014)
- Yahya sokoot nakard (2015)
- Avalanche (2015)
- In Silence (2016)
- Aba jan (2017)
- Parinaaz (2017)

## Premios
| Año  | Premio                                     | Categoría               | Película               | Resultado |
| ---- | ------------------------------------------ | ----------------------- | ---------------------- | --------- |
| 1988 | Premio Crystal Simorgh                     | Mejor actriz de reparto | Jahizieh Baraye Robab  | Nominada  |
| 1989 | Premio Crystal Simorgh                     | Mejor actriz de reparto | Barahoot               | Ganadora  |
| 1990 | Premio Crystal Simorgh                     | Mejor actriz            | Reihaneh               | Nominada  |
| 1992 | Premio Crystal Simorgh                     | Mejor actriz de reparto | Mosaferan              | Ganadora  |
| 1993 | Premio Crystal Simorgh                     | Mejor actriz            | Yekbar Baraye Hamisheh | Ganadora  |
| 1994 | Premio Crystal Simorgh                     | Mejor actriz            | Hamsar                 | Ganadora  |
| 1995 | Premio Crystal Simorgh                     | Mejor actriz            | Blue-veiled            | Nominada  |
| 2000 | Premio Crystal Simorgh                     | Mejor actriz            | Eshgh Bealaveh do      | Nominada  |
| 2004 | Premio Crystal Simorgh                     | Mejor actriz            | Naneh Gilaneh          | Nominada  |
| 2008 | 12th House of Cinema                       | Mejor actriz            | Saad Saal Be In Salha  | Nominada  |
| 2011 | 15th House of Cinema                       | Mejor actriz            | Here Without Me        | Ganadora  |
| 2011 | Festival Internacional de Cine de Montreal | Mejor actriz            | Here Without Me        | Ganadora  |